# Лебедев, Дмитрий Александрович (богослов)
Дмитрий Александрович Лебедев (1871—1937) — богослов, церковный деятель, протоиерей, священномученик (память 14 ноября по ст. ст., в Соборе новомучеников и в Соборе Бутовских новомучеников).

## Биография
Родился 28 сентября (10 октября) 1871 года в селе Спирово Волоколамского уезда Московской губернии в семье священника Введенской церкви Александра Ивановича Лебедева.
Учился в Волоколамском духовном училище, Вифанской духовной семинарии (вып 1892) и Московской духовной академии (1894—1898).
С 15 октября 1898 года преподавал в Единецком духовном училище (Бессарабская губерни). В 1903 году поступил на должность учителя русского языка в Уфимском духовном училище. В феврале 1904 года получил звание кандидата богословия за исследование, посвящённое структурным элементам христианской пасхалии («„Основание“» и «епакта»").
После того как 4 февраля 1905 года он был рукоположён во священника, стал служить в Можайском Никольском соборе; с 1908 года был его настоятелем и председателем Можайского отделения епархиального училищного совета; с 1911 года — благочинный 1-го округа Можайского уезда. Кроме этого, с 1909 года он был законоучителем Ченцовской земской школы Можайского уезда.
В 1915 году защитил магистерскую диссертацию «Из истории древних пасхальных чинов. Ч. 1: 19-летний цикл Анатолия Лаодикийского» (СПб., 1912) и в ноябре того же года был назначен на должность доцента Московской духовной академии по кафедре истории древней церкви. Некоторое время служил в Ильинской церкви погоста Стребукова Можайского уезда, но уже в январе 1916 года оставил священническую службу и в том же году был утверждён экстраординарным профессором, став преемником профессора А. А. Спасского.
В июне 1919 года представил в Совет академии в качестве докторской диссертации работу «Список епископов Первого Вселенского Собора в 318 имен. К вопросу о его происхождении и значении для реконструкции подлинного списка никейских отцов» (Петроград, 1916); сведений о получении им степени доктора церковной истории не сохранилось.
В начале 1920-х годов он преподавал в классах Московской духовной академии, перемещённой из Троице-Сергиевой лавры в Москву. Затем служил в родном селе Спирово, где подвергался давлению со стороны властей: 30 августа 1930 года был приговорён за «хождение с иконами» по ст. 75 Уголовного кодекса РСФСР к штрафу в 150 рублей; в 1932 году за неуплату налогов был выселен из дома, и всё его имущество было конфисковано. В 1933 году он был осуждён за «антисоветскую агитацию» по ст. 58-10 УК РСФСР и приговорён к трём годам ссылки в Казахстан.
После ссылки он возобновил служение во Введенской церкви в Спирове и был возведён в сан протоиерея, но 11 ноября 1937 года был вновь арестован: его обвинили в том, что он «произносил проповеди в церкви, имел тесную связь с „Теряевскими“ церковниками, посещал дома колхозников, где проводил беседы». Тройка НКВД по Московской области 23 ноября 1937 года приговорила протоиерея Димитрия Лебедева по ст. 58-10 УК РСФСР к расстрелу по групповому делу «прот. Николая Виноградова и прот. Димитрия Лебедева, диакона Петра Смирнова и Гавриила Безфамильного. 1937 г.»; 27 ноября 1937 года он был расстрелян на полигоне Бутово под Москвой.

## Канонизация
Причислен к лику святых новомучеников и исповедников Российских для общецерковного почитания Юбилейным Архиерейским собором Русской православной церкви, проходившим 13—16 августа 2000 года в Москве.

## Сочинения
Лебедев был автором около 30 публикаций по вопросам древней церковной истории III—IV веков, церковного календаря и пасхалий. Он решительно выступал против введения григорианского календаря, отдавая безусловное преимущество старому юлианскому стилю.
- Воспоминания о Василии Васильевиче Болотове, профессоре Петербургской духовной академии. — 1901.
- Почему праздник Пасхи 25 марта называется «Кириопасха»? // Богословский вестник. — 1905. — Т. 2. — № 5. — С. 118—128.
- Средники // Журнал Министерства народного просвещения. — 1911. (отд. изд.: Средники: К вопросу о происхождении этой старообрядческой секты. — СПб.: Сенат. тип., 1911. — 54 с., 1 л. табл.)
- Антиохийский собор 324 г. // Христианское чтение. — 1911. (отд. изд.: Антиохийский собор 324 года и его послание к Александру, епископу Фессалоникскому. — СПб.: тип. М. Меркушева, 1911. — 44 с.)
- Евсевий Никомидийский и Лукиан: (К вопросу о происхождении арианства) // Богословский вестник. — 1912. — № 4. — С. 722—737; № 5. — С. 180—189. (отд. изд.: Сергиев Посад: тип. Св.-Тр. Сергиевой лавры, 1912. — 28 с.)
- К вопросу о коптских актах 3 Вселенского собора // Христианский Восток, 1912.
- Из эпохи арианских споров. Павлин и Зинон, епископы тирские. — Юрьев: тип. К. Маттисена, 1913. — 128 с.
- Еще о цикле псевдо-Анатолия. — СПб.: тип. Имп. Акад. наук, 1914. — 36 с.
- К истории времясчисления у евреев, греков и римлян. — Петроград: Сенат. тип., 1914. — 142 с.
- Georg Schoo. Die Quellen des Kirchenhistorikers Sozomenos (Neue Studien zum Geschichte der Theologie und der Kirche herausgegeben von N. Bonwetsch und R. Seebeng. Eiftes Stück). Berlin 1911 / Рецензия свящ. Д. Лебедева. — СПб.: тип. Имп. Акад. наук, [1914]. — 34 с.
- Из истории древних пасхальных циклов // Византийский Временник. — Т. 18.
- Из истории арианских споров // Византийский Временник. — Т. XX. — С. 1—56.
- Св. Александр Александрийский и Ориген // Труды Киевской духовной академии. — 1915. pdf
- День Рождества Христова по хронологии святого Ипполита Римского // Христианские Чтения, 1915. (отд. изд.: Петроград, 1915. — 35 с.)
- О Пасхе 22 марта. — Петроград, 1915. — 23 с.
- К вопросу об антиохийском соборе 324 г. // Труды Киевской духовной академии, 1915. (отд. изд.: Киев: тип. АО «Петр Барский в Киеве», 1915. — 127 с.)
- Речь перед защитой дисс.: «Из истории древних пасхальных циклов : 1. 19-летний цикл Анатолия Лаодикийского» // Богословский вестник. — 1916. — № 1. — С. 36—47.
- Вопрос о происхождении арианства // Богословский вестник. — 1916. — № 5. — С. 133—162. pdf
- К вопросу об антиохийском соборе 324 г. и о «великом и священном Соборе в Анкире» // Богословский вестник. — 1916. — № 7/8. — С. 482—512; № 9. — С. 88—102; 1917. — № 1. — С. 114—155; 1918. — № 6/9.
- Спасский А. А., проф.: Некролог; К характеристике его ученой деятельности как историка др. церкви // Богословский вестник. — 1916. — № 10/12. — С. 3—94. (отд. изд.: Сергиев Посад: тип. Св.-Тр. Сергиевой лавры, 1916 (обл. 1917). — 78 с.)
- К вопросу о «лунном течении»: Заметка о кн. Н. В. Степанова «Исследование лунного течения». М., 1913 / Свящ. Д. Лебедев. — Юрьев: тип. К. Маттисена, 1916. — 47 с.